# 山中邦紀
山中 邦紀（やまなか くにき、1933年（昭和8年）3月1日 - 2001年（平成13年）1月3日）は、日本の政治家。日本社会党衆議院議員(1期)。弁護士。

## 来歴
岩手県盛岡市出身。岩手県立盛岡第一高等学校を経て、1955年（昭和30年）東京外国語大学英米科卒、1957年（昭和32年）東京大学法学部卒、東京大学大学院法学研究科中退。千葉県立千葉商業高等学校の講師、同教諭を経て、衆議院議員の父山中吾郎の秘書を務め、1966年（昭和41年）に弁護士登録し、開業。1983年（昭和58年）から1年間岩手県弁護士会会長を務めた。
1990年（平成2年）第39回衆議院議員総選挙で旧岩手1区から立候補して初当選。1993年（平成5年）第40回総選挙で落選、1996年（平成8年）第41回総選挙で岩手1区から社会民主党公認で出馬したが、再び落選した。